# Mutis (Nordzentraltimor)
Mutis ist ein indonesischer Distrikt (Kecamatan) im Westen der Insel Timor.

## Geographie
| „Dorf“ (Desa) | Verwaltungssitz | Fläche    | Einwohner | Bevölkerungs- dichte |
| ------------- | --------------- | --------- | --------- | -------------------- |
| Tasinifu      | Aplal           | 50,00 km² | 4.299     | 81                   |
| Naekake A     | Tali            | 20,00 km² | 1.614     | 79                   |
| Naekake B     | Kabis           | 11,00 km² | 821       | 75                   |
| Noelelo       | Noelelo         | 9,50 km²  | 784       | 78                   |

Der Distrikt gehört zum Regierungsbezirk Nordzentraltimor (Timor Tengah Utara) der Provinz Ost-Nusa-Tenggara (Nusa Tenggara Timur). Im Südosten liegt der Distrikt Westmiomaffo (Miomaffo Barat), südlich die zum Regierungsbezirk Südzentraltimor gehörenden Distrikte Tobu und Fatumnasi und westlich im Regierungsbezirk Kupang der Distrikt Nordamfoang (Amfoang Utara). Im Norden und Osten grenzt Mutis an die zum Staat Osttimor gehörende Exklave Oe-Cusse Ambeno. Der Noel Besi (im Oberlauf Rio Kusi) bildet den Verlauf der Staatsgrenze.
Mutis hat eine Fläche von 90,50 km² und teilt sich in die vier Desa Tasinifu im Osten, Naekake A und Naekake B im nördlichen Zentrum und Noelelo im Westen. Das Verwaltungszentrum befindet sich in Naekake A. Das Territorium liegt komplett in einer Meereshöhe von über 200 m, wobei Naekake A und Naekake B über 500 m liegen. Das Klima teilt sich, wie sonst auch auf Timor, in eine Regen- und eine Trockenzeit.

## Flora
Im Distrikt finden sich Vorkommen von Lontarpalmen, Bambus, Kokosnusspalmen, Teak, Mahagoni und Lamtoro.

## Einwohner
2017 lebten in Mutis 7518 Einwohner. 3700 sind Männer, 3818 Frauen. Die Bevölkerungsdichte liegt bei 79 Personen pro Quadratkilometer. 7.482 Personen bekennen sich zum katholischen Glauben, 35 sind Protestanten und eine Person muslimischen Glaubens. Im Distrikt gibt es neun katholische und eine protestantische Kirche.

## Wirtschaft und Verkehr
Die meisten Einwohner des Distrikts leben von der Landwirtschaft. Als Haustiere werden Rinder (9.569), Pferde (205), Büffel (72), Schweine (2.404), Ziegen (751) und Hühner (6.446) gehalten. Auf 1.449 Hektar wird Mais angebaut, auf 74 Hektar Reis, auf 40 Hektar Maniok, auf 15 Hektar Süßkartoffeln und auf 60 Hektar Erdnüsse.
200 Meter Straßen sind asphaltiert. Mit Kies sind 13,474 Kilometer Straßen bedeckt. Einfache Lehmpisten im Distrikt haben eine Länge von 22,5 Kilometer. Der öffentliche Verkehr wird betrieben durch sieben Pick Ups, 17 Lastwagen, sechs Busse, 72 Motorrädern und vier anderen Fahrzeugen.